# Gateway Multimodal Transportation Center
Le Gateway Multimodal Transportation Center est un pôle multimodal regroupant une gare ferroviaire, une station de bus et une station de métro à Saint-Louis dans l'État du Missouri aux États-Unis.

## Histoire
Elle est mise en service en 2008.

## Service des voyageurs

### Desserte
Lignes d'Amtrak :
- Le Missouri River Runner: Kansas City - Saint-Louis
- Le Lincoln Service: Saint-Louis - Chicago
- Le Texas Eagle: Los Angeles - Chicago

### Intermodalité
La gare est en correspondance avec le Métro léger de Saint-Louis (Ligne bleue et rouge) par la station Civic Center.